# Maksymilian Sznaucner
Maksymilian Sznaucner (Salónica, Grecia, 30 de marzo de 2006) es un futbolista polaco que juega como centrocampista en el PAOK de Salónica F. C. de la Superliga de Grecia.

## Estadísticas

### Clubes
Actualizado al último partido disputado el 20 de mayo de 2023.
| Club                            | Div.          | Temporada     | Liga  | Liga  | Copas nacionales | Copas nacionales | Copas internacionales | Copas internacionales | Total | Total |
| Club                            | Div.          | Temporada     | Part. | Goles | Part.            | Goles            | Part.                 | Goles                 | Part. | Goles |
| ------------------------------- | ------------- | ------------- | ----- | ----- | ---------------- | ---------------- | --------------------- | --------------------- | ----- | ----- |
| PAOK de Salónica F. C. · Grecia | 1.ª           | 2023-24       | 3     | 0     | 0                | 0                | ―                     | ―                     | 0     | 0     |
| PAOK de Salónica F. C. · Grecia | Total club    | Total club    | 3     | 0     | 0                | 0                | 0                     | 0                     | 0     | 0     |
| Total carrera                   | Total carrera | Total carrera | 3     | 0     | 0                | 0                | 0                     | 0                     | 0     | 0     |